# Архитектура Тель-Авива

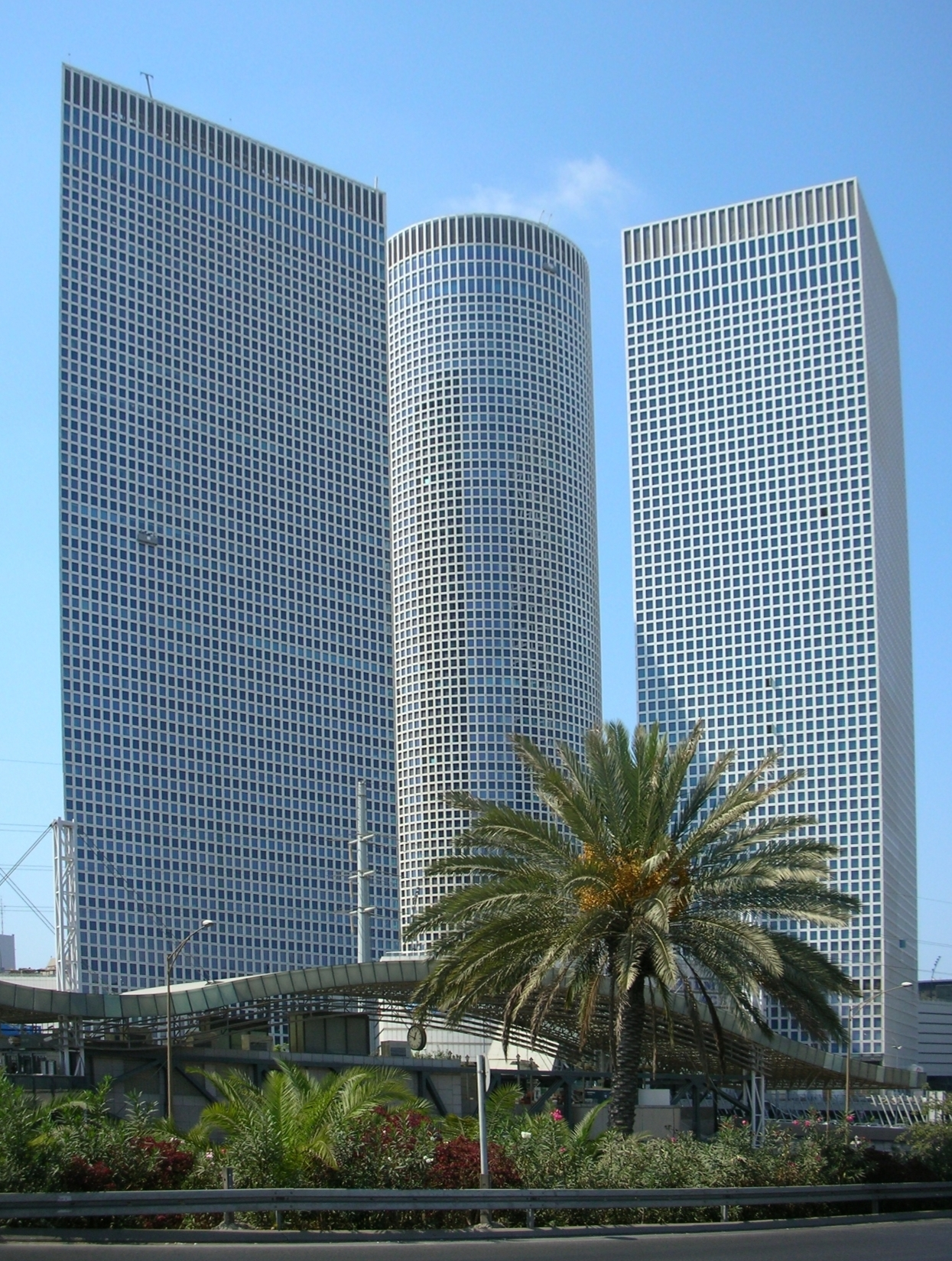
Башни Азриэли

В архитектуре израильского города Тель-Авива можно выделить два распространённых стиля — интернациональный стиль и брутализм. Здания в интернациональном стиле строились в 1930-е и 1940-е годы, в Тель-Авиве сохранилось около 4000 из них, что считается самой высокой концентрацией подобных строений в мире. С середины 1950-х по середину 1970-х в городе господствовал брутализм, для которого характерны большие площади открытого бетона. С конца 1970-х в городе стал распространяться постмодернизм. В 1970-е и 1980-е постепенно по всему городу стали строить небоскрёбы. Знаковое здание конца XX века, построенное в городе — башни Азриэли. Центральная часть города построена, следуя плану шотландского градостроителя Патрика Геддеса; Тель-Авив является городом, наиболее полно воплотившим в жизнь его планы.

## До 1930-х годов
Старейшие здания города расположены в Яффе и относятся к османской эпохе (в основном к XIX веку, хотя сохранились и некоторые строения XVII века). Традиционная архитектура города в основном представляет собой смесь османских и арабских элементов, а также архитектуры крестоносцев. В XIX веке в Яффе широко распространились «байары» («колодезный дом») — усадьбы, сложившиеся вокруг колодцев и оросительных систем на плантациях цитрусовых. Обычно они представляли собой комплекс из различных жилых и хозяйственных зданий, обнесённый стеной. Со временем скромные функциональные комплексы развились в богатые пригородные усадьбы, которыми нередко владели иностранцы, жители Иерусалима или даже Бейрута. Большая часть старых зданий была разрушена в ходе английской операции «Якорь» (1936), войны за независимость Израиля (1948) и массового сноса в 1950-х годах. Традиционно при строительстве не обращались к архитекторам, а заказчик договаривался с подрядчиком о внешнем виде дома. Первые еврейские районы за стенами старой Яффы строились более просторными и имели лучшую вентиляцию и санитарные системы, но продолжали использовать традиционные материалы и формы при возведении домов. При планировании района Ахузат-Баит, из которого вырос Тель-Авив, основатели впервые обратились к специалистам для подготовки подробного плана. Тем не менее, многие дома строились традиционным образом, в арабском стиле, без архитекторов и планировки. Первые жители района брали за основу арабский яффский дом, к которому добавляли произвольным образом европейские декоративные элементы. Так как Тель-Авив был задуман как тихий жилой пригород Яффы, там строили невысокие частные дома — сначала одно- и двухэтажные дома на одну семью, а с 1925 года — и трёхэтажные. В отличие от Яффы, застройка была просторнее и более подходящей для современного города, но постепенно пространство между домами тоже застраивалось, особенно на главных торговых улицах — там появлялись киоски и магазины.
В 1920-е годы большинство домов, особенно богатых, строили в стиле эклектизма, популярном в Европе в XIX веке, и в данном случае сочетавшем мотивы восточной и западной архитектуры. Зачастую ни строители, ни планировщики не имели достаточных знаний и образования, поэтому первые дома демонстрируют случайное смешение стилей и элементов. Типичными восточноевропейскими чертами зданий являются большие окна, башенки, мансарды. Одним из самых заметных примеров смешения стилей является «Дом-Пагода» архитектора Александра Леви из Берлина, где многие элементы играют лишь декоративную роль. Другими яркими примерами являются Большая синагога, построенная по проекту Иегуды Магидовича, «Дом Города» (1925, Моше Чернер), Дом Бялика (1924, Йосеф Минор). Примерно тогда же, когда началось строительство Тель-Авива, в Иерусалиме Борис Шац основал художественную академию «Бецалель», пропагандировавшую стиль, основанный на восточных образцах. В Тель-Авиве эти идеи имели ограниченное выражение, более всего проявившееся в здании гимназии «Герцлия», построенном по проекту Йосефа Барского, и сочетающее мусульманские и барочные мотивы. Также на некоторых из зданий первых десятилетий города можно увидеть декоративные панно, созданные художниками «Бецалеля» и напоминающие произведения движения искусств и ремёсел.
Некоторые дома с восточными мотивами напоминают популярный в начале XX века югендштиль. Самый явный пример — дом на улице Нахалат-Биньямин № 8, спроектированный Григорием Табачником (Иехошуа Цви Тавори), демонстрирующий нагромождение декоративных элементов, где заметны древнеизраильско-финикийские мотивы; это здание подверглось критике в городской комиссии за напоминающий скрижали фасад, высказывалось мнение, что это недопустимо в нерелигиозных знаниях. В подобном стиле строил и Иегуда Магидович, чьи дома выглядят более изысканно, хотя некоторые напоминают восточные дворцы. В эти годы при помпезности стиля использование некачественных и дешёвых материалов и способов строительства придавало фасадам вид театральных декораций. 
С середины 1920-х в городе работали уже более известные архитекторы. Двое из них, Йосеф Минор и Александр Бервальд (архитектор Техниона), пытались создать особый стиль на основе исламской архитектуры, но из их зданий мало что сохранилось. Абрам Берлин по-своему истолковывал различные европейские архитектурные стили, особенно классицизм, в нескольких случаях — экспрессионизм (кинотеатр «Муграби»); большинство его более поздних зданий построены из необлицованного силикатного кирпича. После того, как в 1920-е были сняты ограничения на строительство балконов, они стали постепенно  распространяться.

Архитектура 1910-х и 1920-х годов. Эклектика
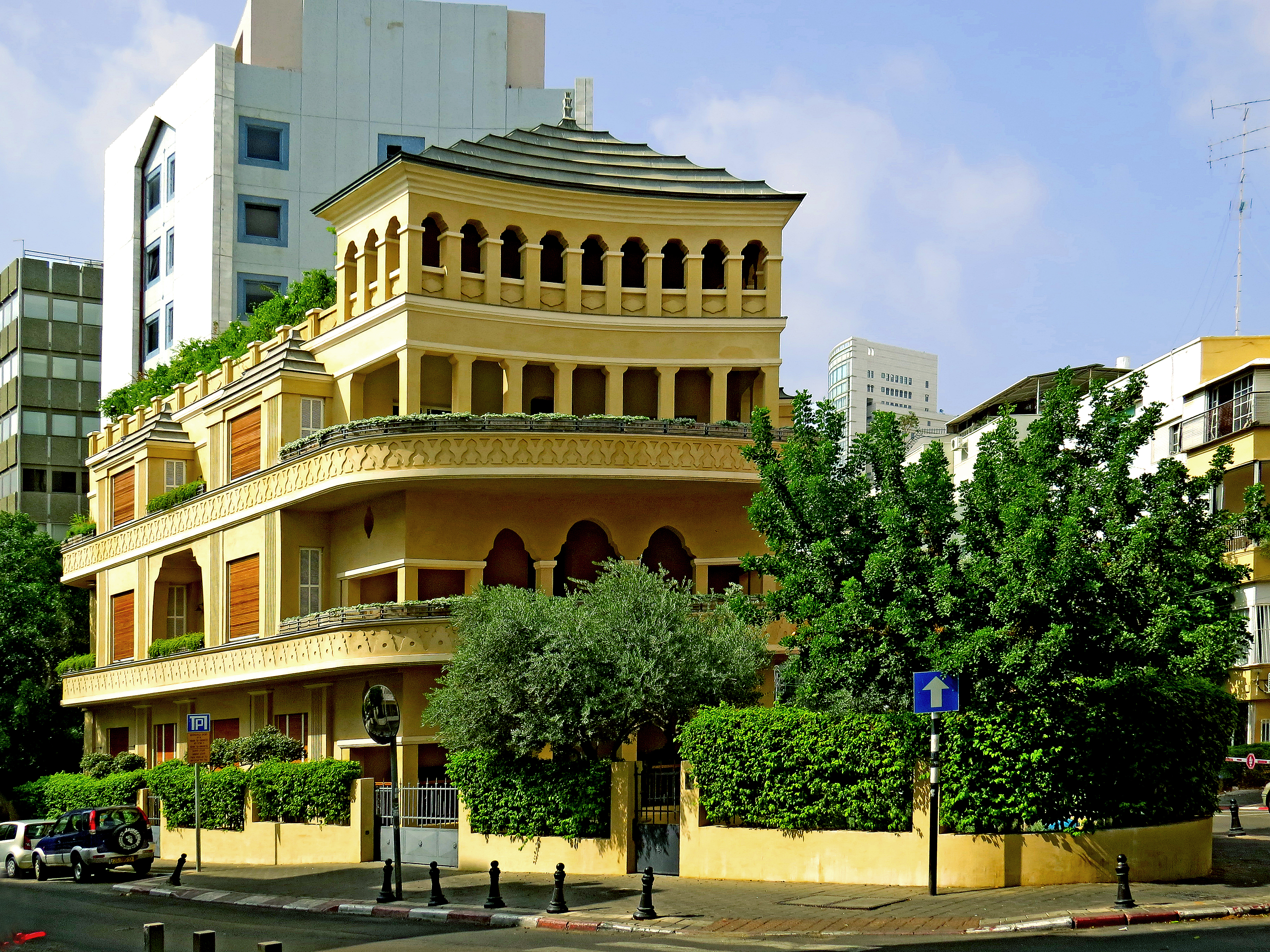
«Дом-Пагода» Александра Леви
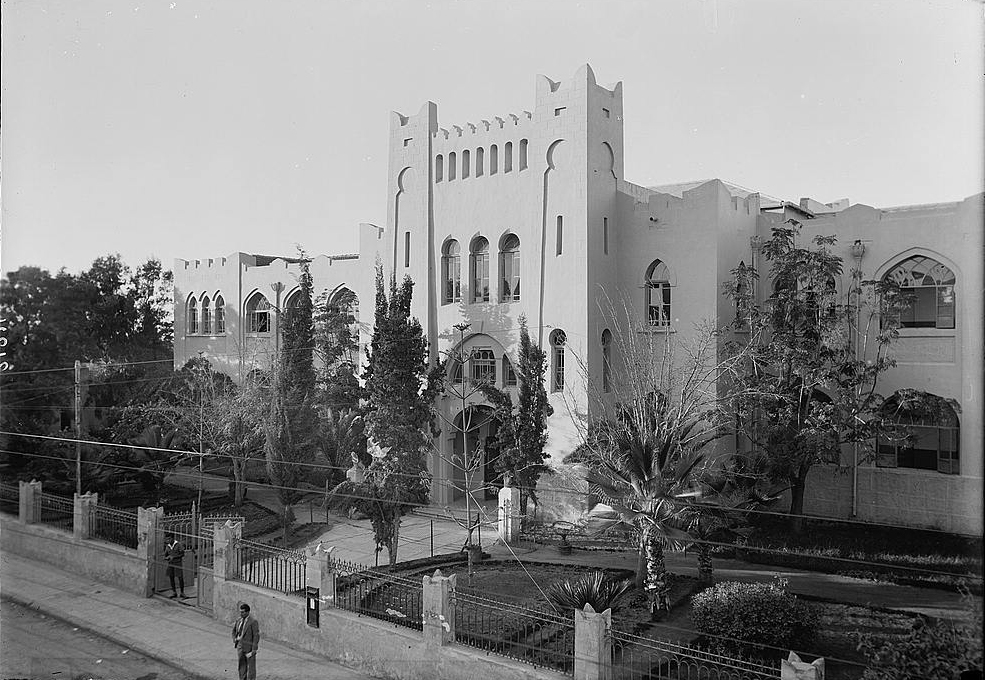
Еврейская гимназия «Герцлия», около 1936 года.
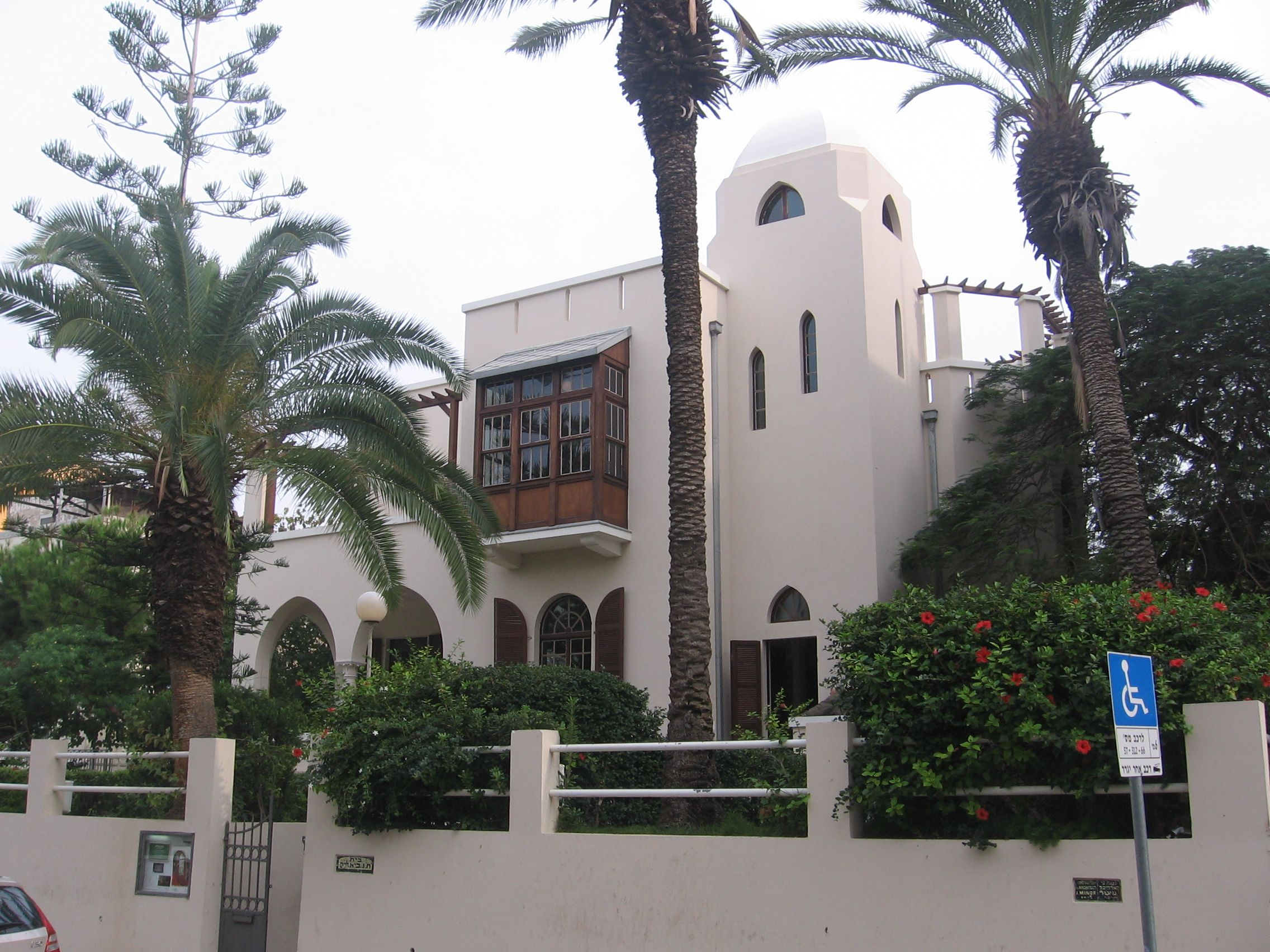
Дом Бялика[англ.]
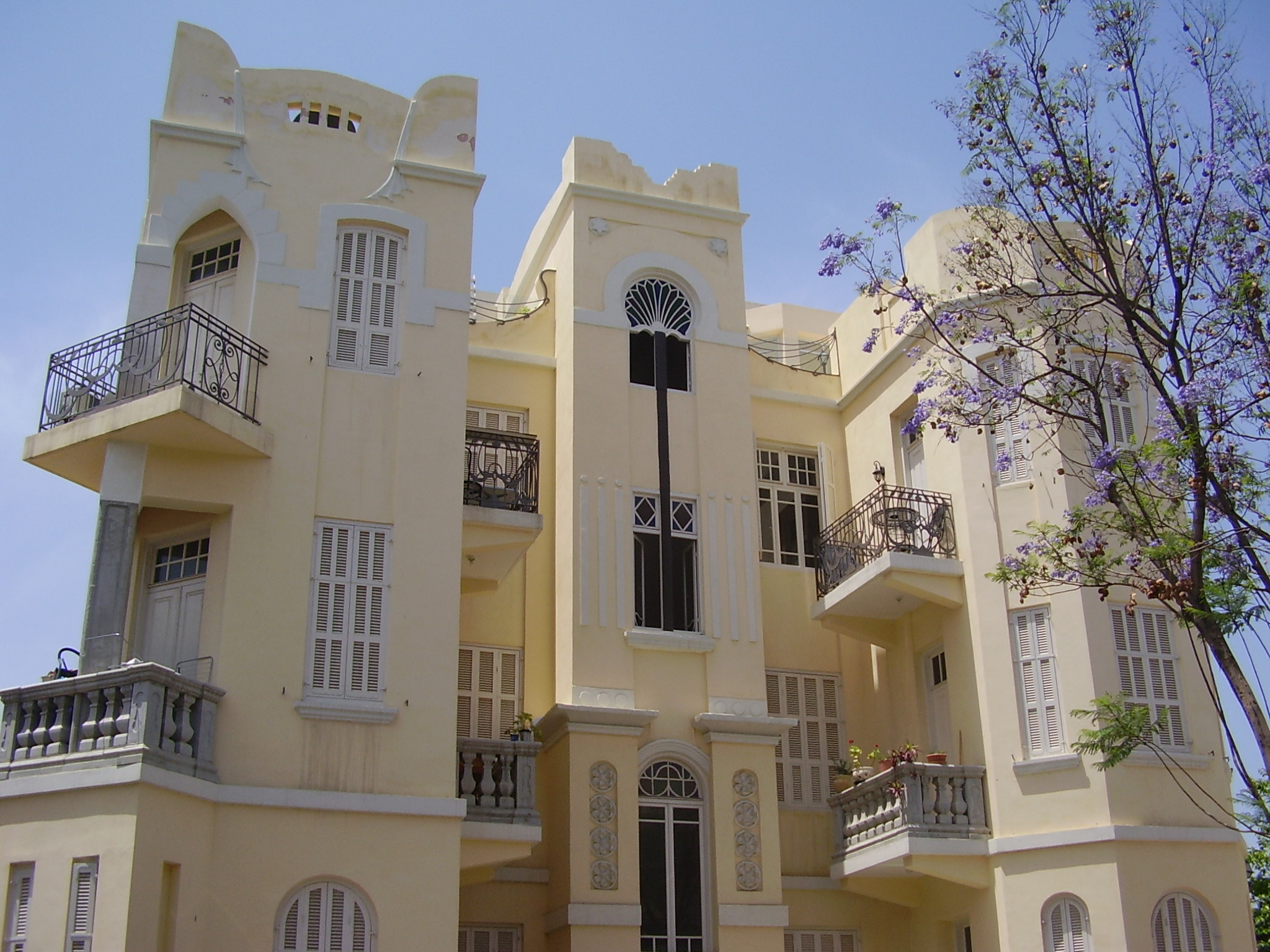
Дом на ул. Нахалат-Биньямин №8
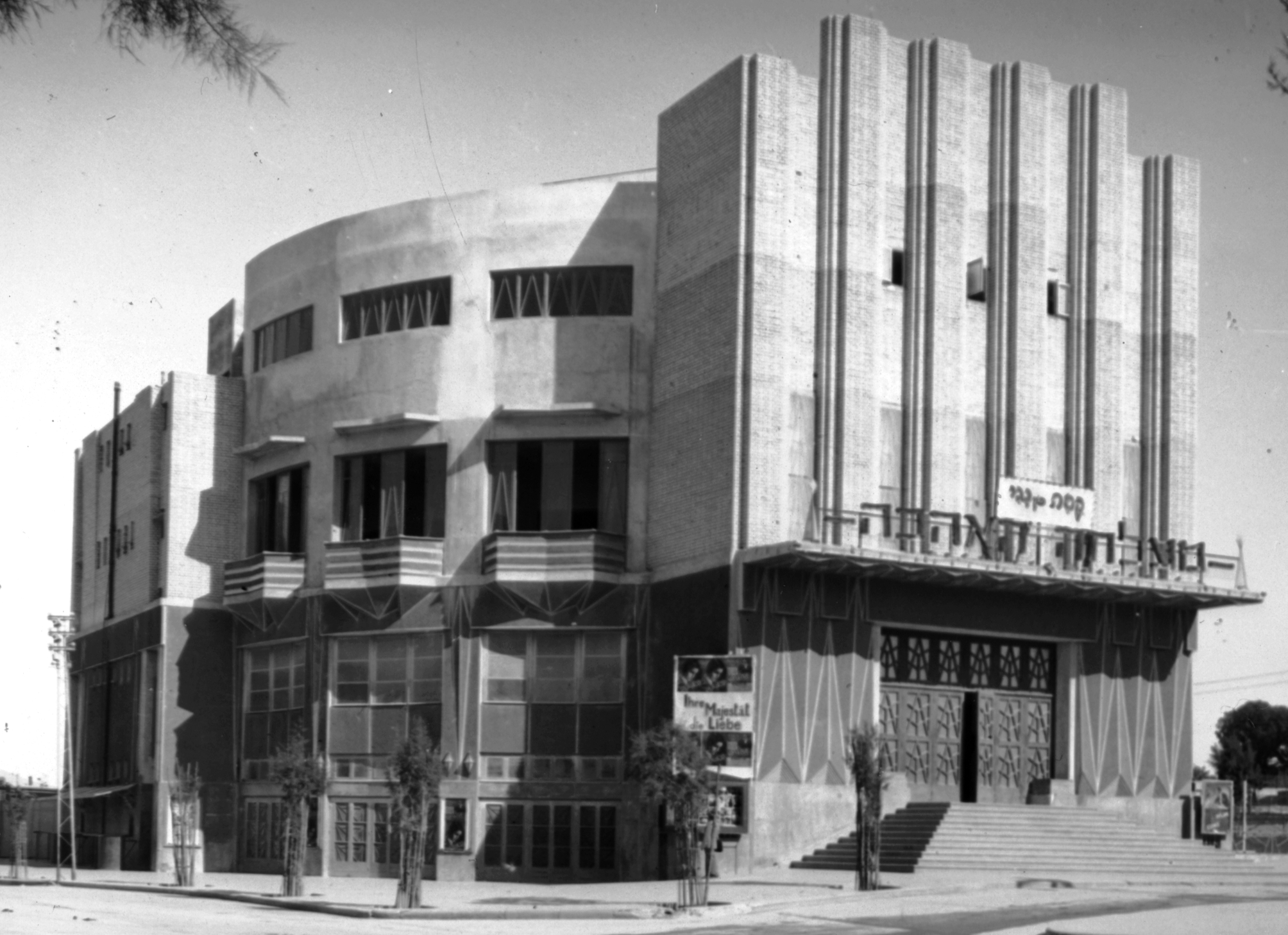
Кинотеатр «Муграби»[ивр.]

## Интернациональный стиль

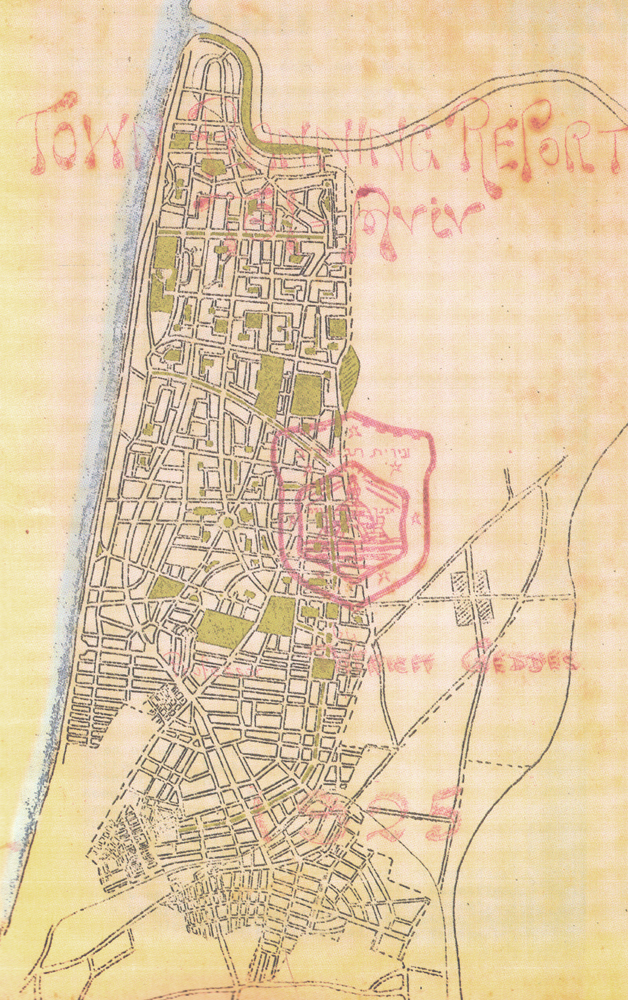
Первый генеральный план Тель-Авива. Архитектор Патрик Геддес, 1925

В 1930-е в Тель-Авиве начал распространяться модернистский интернациональный стиль (архитектура современного движения), лишённый украшений и излишеств, где господствовали функциональность и прямые линии. Здания в этом стиле построены из бетона и бетонного кирпича, имеют плоские крыши и светлые оштукатуренные фасады. Интернациональный стиль был привезён архитекторами, получившими образование в Европе и иммигрировавшими или вернувшимися в Палестину (самыми известными из которых были Арье Шарон, Зеэв Рехтер и Йосеф Нойфельд). Он был адаптирован ими к местным условиям — например, постулированные Ле Корбюзье ленточные окна плохо подходили для жаркого климата и были заменены удлинёнными полосами балконов и открытых лоджий, в этих домах использовали ряды окон, защищённых от солнца сворачивающимися жалюзи, образовывавшими типичные коробки над окнами. Часто окна от солнца закрывали выступы-навесы, иногда они превращались в полосу, проходящую по всему фасаду. Характерной деталью тель-авивских зданий в это время стали балконы. Уже в 1926 году было принято правило, по которому 6,6 % участка должны были занимать балконы. Когда в городе господствовал международный стиль, широко распространились балконы, утопленные в стену здания и проходящие по всему его периметру. Таким образом жильцы могли оставаться в тени и наслаждаться морским бризом, также они улучшали вентиляцию дома. Кроме того, для этого стиля были характерны плоские крыши, сменившие традиционные черепичные, и соблюдение принципа Ле Корбюзье ставить здания на опоры. Большинство жилья было коммерческим, есть лишь несколько примеров строительства социального жилья в духе Баухауса, самый известный из которых — кооперативные дома для рабочих Арье Шарона. Не все проекты были архитектурно рациональными, нередко удачные решения ведущих архитекторов копировали, не учитывая отличия в условиях, например, добавляли домам навесы для защиты от солнца там, где они не требовались. Интернациональный стиль пользовался такой популярностью, что его стали применять при постройке арабских вилл в соседней Яффе. Известными примерами стиля являются «Дом-корабль» (1935, Арье Коэн), дом Бруно (1935, Зеэв Халлер), дом Либлинга (1936, Дов Карми), площадь Дизенгоф (1934-38, Женя Авербух) и площадь Габима, где расположен одноимённый театр (1935-45, Кауфман). В городе сохранилось около 4000 зданий в интернациональном стиле, что считается самой высокой концентрацией подобных строений в мире. Большая часть этих зданий сосредоточена на проспекте Ротшильда, улицах Ховевей-Цион, Яэль, Шломо ха-Мелех, Мазе и в районе площади Дизенгоф. Часто интернациональный стиль (или модернизм) в Тель-Авиве описывают некорректным термином «Баухауз». В реальности, хотя в тот период в Палестину прибыло несколько выпускников немецкой архитектурной школы Баухауз, лишь один из них (Шарон) работал в Тель-Авиве, и не оказал решающего влияния на облик города, а принципы, пропагандировавшиеся Баухаузом, значительно отличались от модернистских домов Тель-Авива. К тому же, Шарон «указывал на то, что „Баухауз“ стилем не является, и уже поэтому использование этого „ярлыка“ ошибочно». Тем не менее, это название стало популярным и широко используется прессой и муниципалитетом.
Быстрый рост Тель-Авива в сочетании с хаотичной застройкой приводили к разнообразным проблемам. В итоге городские власти решили подготовить генеральный план города, включавший в себя большие территории (некоторые из которых городу ещё не принадлежали) к северу от существовавших на тот момент районов. Муниципалитет обратился за помощью к Всемирной сионистской организации, которая порекомендовала услуги шотландского градостроителя Патрика Геддеса. Тот вместе с архитектором Рихардом Кауфманом подготовил в 1926 году генеральный план, воплощавший идеал «города-сада».
Этот план касался части города, простиравшейся до Яркона на севере, сегодняшних улиц Ибн-Гвироля на востоке, Бограшов на юго-востоке и Мапу на юго-западе. Его основными чертами были четырёхуровневая иерархия улиц и переулков, образовывавшая жилые кварталы (жилые ячейки, окружающие свободное зелёное внутреннее пространство); маломасштабное жильё; открытые участки в центре каждого квартала и концентрация общественно-культурных объектов в зоне нынешних площадей Габима и Дизенгоф. Главной рекреационной зоной города должен был стать пляжный променад по всей длине побережья.
По плану главные улицы должны были быть проложены в направлении север-юг (параллельно побережью), их пересекали более узкие перепендикулярные улицы и бульвары, засаженные деревьями. Многие улицы продолжали существовавшие ранее или были проложены на месте старых дорог. Дома, по замыслу Геддеса, должны были быть двухэтажными, в центре кварталов он оставлял внутренние дворики, предназначенные для встречи соседей, садоводства, игровых площадок или теннисных кортов. Туда от улиц ведут аллеи, чьё ограждение должно было «вскоре заплестись розами и виноградом». Геддес, кроме следования идеалам города-сада, принося сады и огороды в город, также аппелировал к идеям сионизма, который критически смотрел на города, видя в них воплощение диаспоры и отрицательных явлений современной жизни, и положительно — на сельские поселения.
Тель-Авив является городом, наиболее полно воплотившим в жизнь планы Геддеса, но при этом в план были внесены и многочисленные изменения. Основная сетка улиц следовала плану, но начавшаяся вскоре массовая иммиграция потребовала внести в него коррективы, например, вместо предполагавшихся двухэтажных стали строить трёх- и четырёхэтажные дома. Кроме того, когда из Европы приехали архитекторы международного стиля, многие критиковали план. Когда в 1929 городским инженером стал Яков Бен-Сира, он переработал план Геддеса для соответствия изменившейся ситуации и подготовил расширение города на север.

Архитектура 1930-х и 1940-х годов. Интернациональный стиль
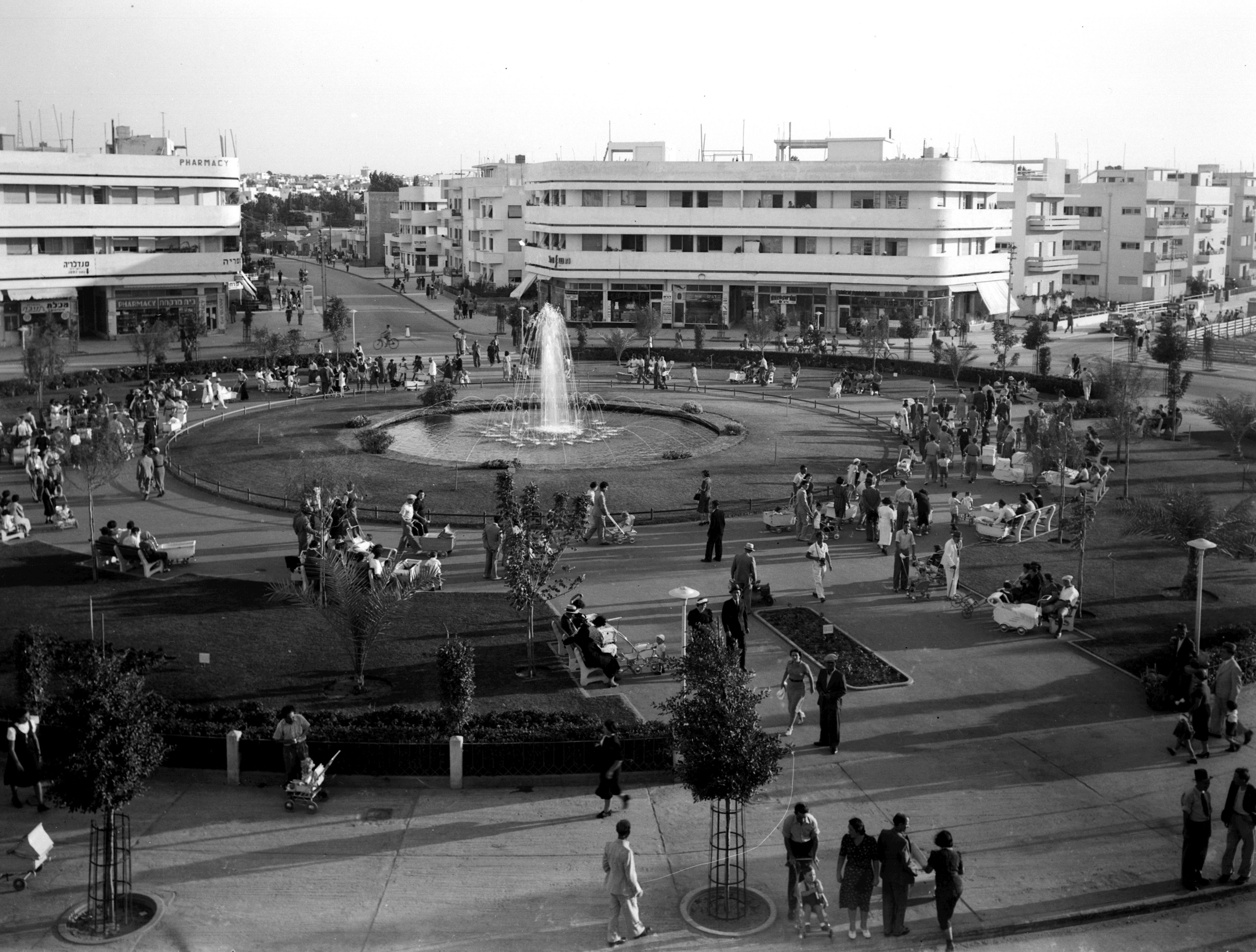
Площадь Дизенгоф[англ.] (1934-38, Женя Авербух)
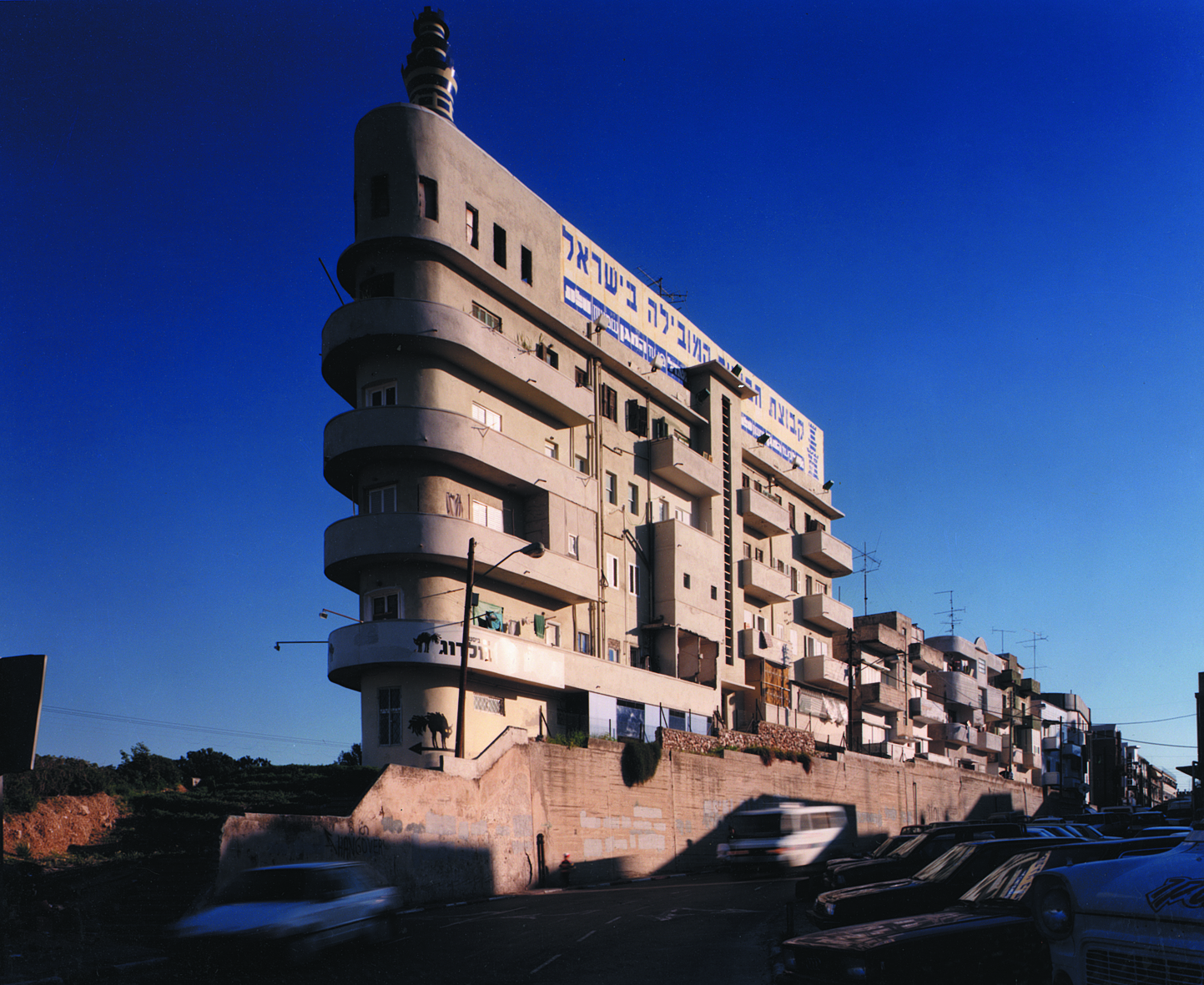
«Дом-корабль[ивр.]» (Арье Коэн, 1935)
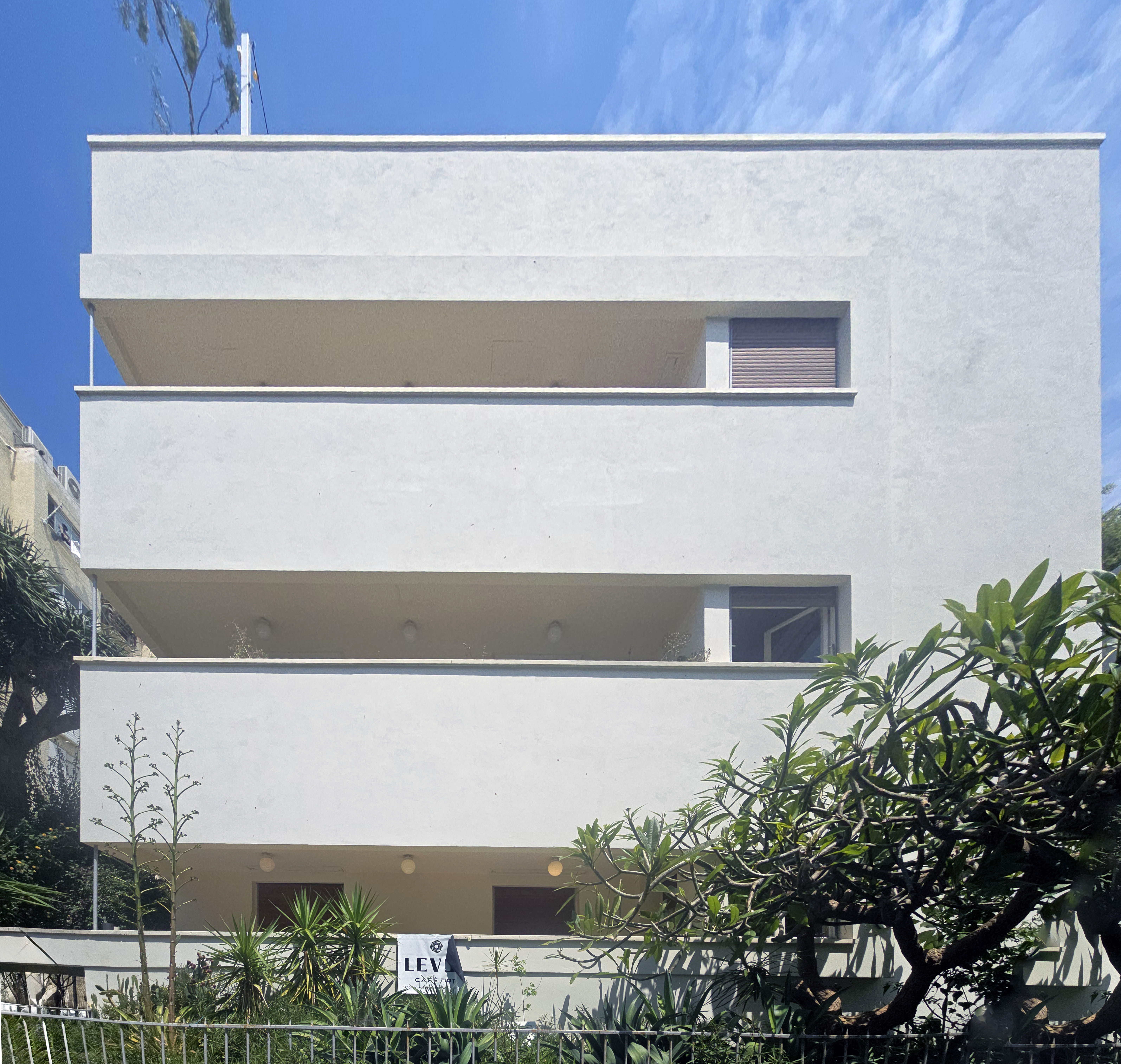
Дом Либлинга (Дов Карми, 1936)
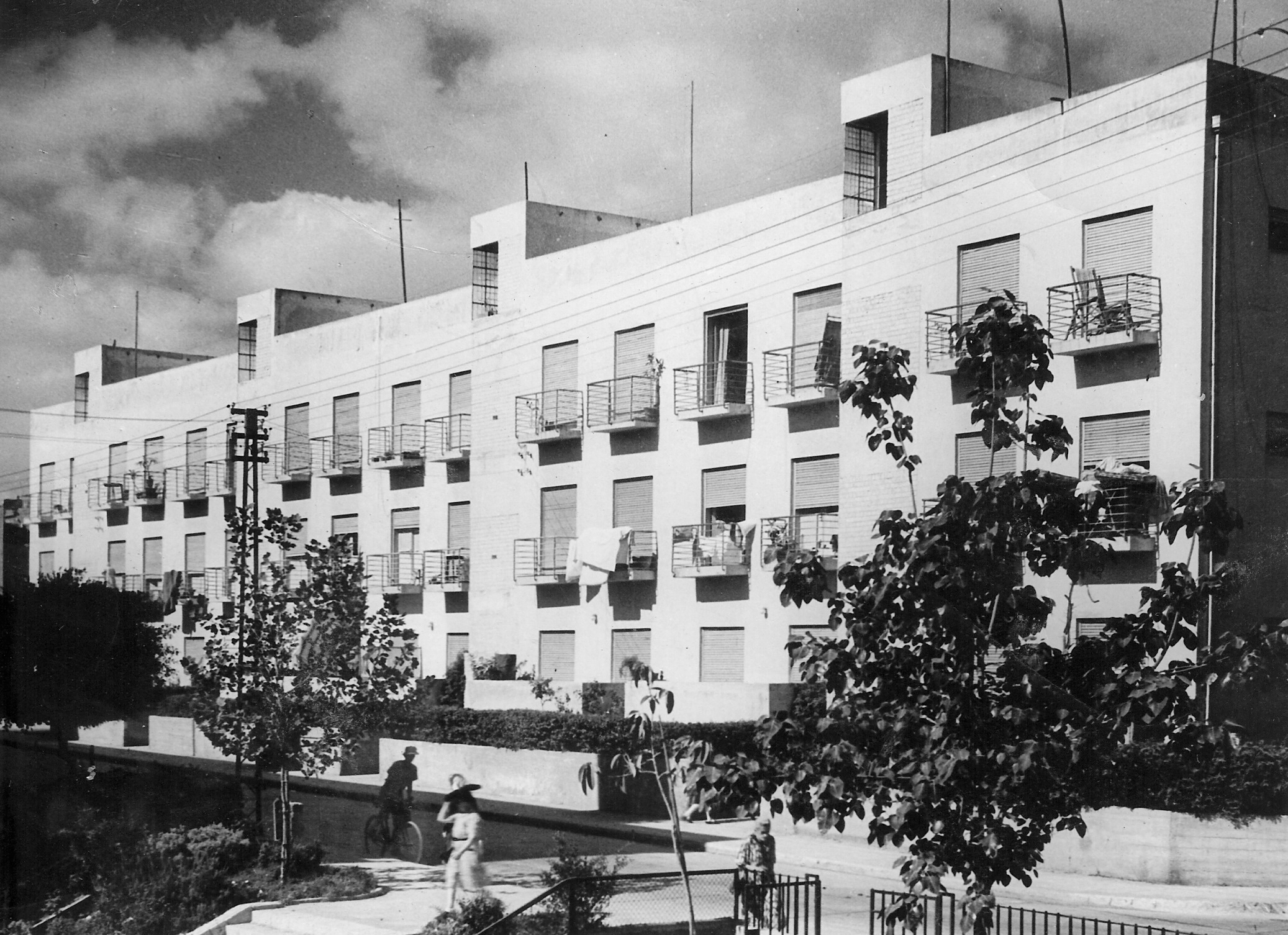
Кооперативные дома для рабочих, Арье Шарон, 1930-е года
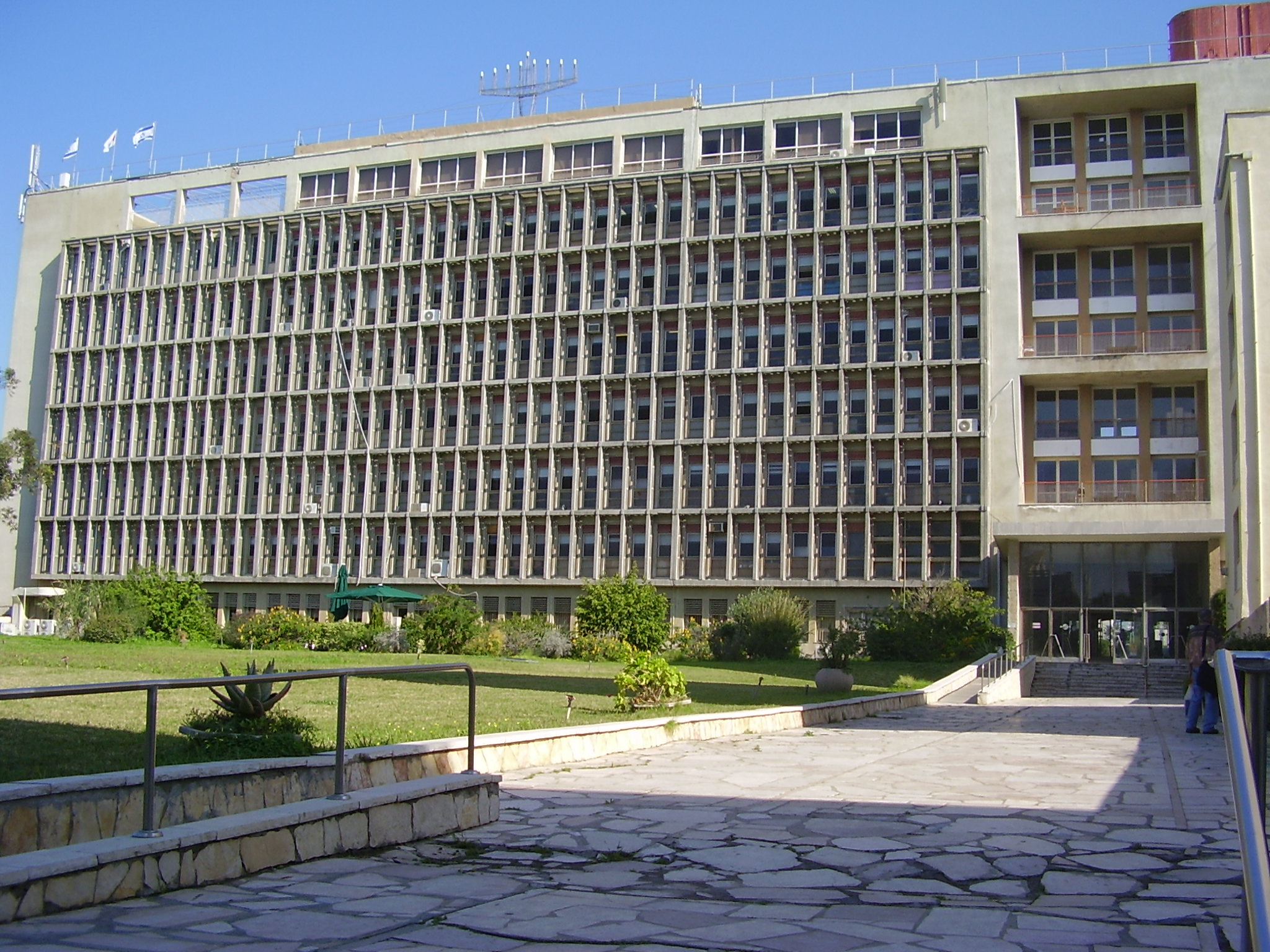
Дом исполнительного комитета Гистадрута[ивр.], 1953

Господство интернационального стиля закончилось в конце 1940-х годов, хотя некоторые более поздние здания продолжают его традицию. Примерами этого являются Дом исполнительного комитета Гистадрута (1953, Дов Карми), больница «Ихилов» (Арье Шарон), Дом культуры (1957, Дов Карми и Зеэв Рехтер) и здание суда на перекрёстке улиц Шауль-ха-Мелех и Вайцман (1960, Зеэв Рехтер) . Офисное здание Бейт-Азия(1979, Мордехай Бен-Хорин) сочетает в себе мотивы как интернационального стиля, так и постмодернизма.

## Брутализм
В 1950-е, а особенно в 1960-е годы на смену международному стилю в Израиле пришёл брутализм, для которого характерны большие площади открытого бетона, выражающие мощь и агрессивность. В 1963 году завершилось строительство одного из самых заметных зданий в стиле брутализма в городе — офисной 12-этажной башни «Дом Эль-Аль», которую спроектировали Дов и Рам Карми и Цви Мельцер. Такие её элементы, как лестничные клетки и лифты, кажутся оторванными от основного объёма здания. В 1960-е и 1970-е в городе наметилась общая тенденция закрывать балконы, превращая их в дополнительные комнаты. На это повлияло распространение телефонов, интеркомов и кондиционеров, так как раньше люди и спасались от жары на балконе, и общались оттуда с соседями и прохожими. Лишь к концу XX века открытые балконы вновь стали распространённым явлением в Тель-Авиве.
В 1960-е годы город постепенно стал расти ввысь. В большинстве высотных зданий на первых этажах располагались супермаркеты, а над ними жилые этажи. На конец 1950-х самым высоким зданием города был 11-этажный дом на улице Бен-Иехуда, построенный компанией «Раско» по проекту Нахума Золотова. В 1961 году в районе Рамат-Авив был построен 13-этажный дом, который называли «небоскрёбом», а в 1965 — 16-этажный «Мецудат-Зеэв», штаб-квартира партии «Херут».
В конце 1950-х было принято решение о переносе гимназии «Герцлия» и сносе её исторического здания, так как из-за старения населения на юге города учеников становилось всё меньше, а здание приходило в упадок. Несмотря на протесты некоторых жителей, желавших сохранить историческую достопримечательность, участок со зданием продали группе инвесторов во главе с братьями Моше и Мордехаем Меирами, выпускниками гимназии. На её месте в 1966 году было завершено строительство офисного небоскрёба «Шалом Меир», имевшего 34 этажа и высоту 142 метра. Он оставался самым высоким зданием страны до 1987 года. Здание состоит из двух частей, связанных перемычкой, что позволило продлить улицу Герцля. Высотное здание особенно выделялось на фоне окружающих малоэтажных домов. В какой-то степени оно тоже продолжает традиции международного стиля. Новое здание гимназии, которую перенесли севернее, было построено в простом функциональном стиле, от включения элементов исторического здания решили отказаться.
В 1965 году завершено строительство гостиницы «Хилтон» (тоже в стиле брутализма) посреди парка Ган-Ацмаут на берегу моря. В последующее десятилетие вдоль моря образовалась цепочка высотных гостиниц, изменившая городской ландшафт.
Другим заметным зданием в стиле брутализма является городская библиотека «Бейт-Ариэла», открытая в 1977 году (архитекторы Гиора Гамерман и Моше Лупенфельд), чья массивность создаёт впечатление бастиона. В доме Аялы Закс на проспекте Бен-Гурион, построенном в 1954 году, Ран Карми объединил бруталистическую стилистику и принципы планировки арабского дома. Например, внутренний дворик полностью закрыт от посторонних взглядов, но отверстия в западной стене обеспечивают прохладу и свежесть.
В 1976 году на месте снесённого района Махлуль была создана площадь Атарим (19400 м²), тоже решённая в бруталистическом ключе (архитекторы Вернер Витковер и Яаков Рехтер). Она перекрывает крупную магистраль и включает в себя коммерческие здания и парковку и сегодня считается одним из самых неудачных проектов в истории города. В похожем стиле оформлены открытые пространства в геометрических формах в тель-авивском университете, построенном в 1970-е годы (ландшафтные архитекторы Липа Яхалом и Дан Цур). Они хорошо гармонируют с окружающими зданиями, но голый бетон не даёт возможности укрыться от солнца.

Архитектура 1950-х – 1970-х годов. Брутализм
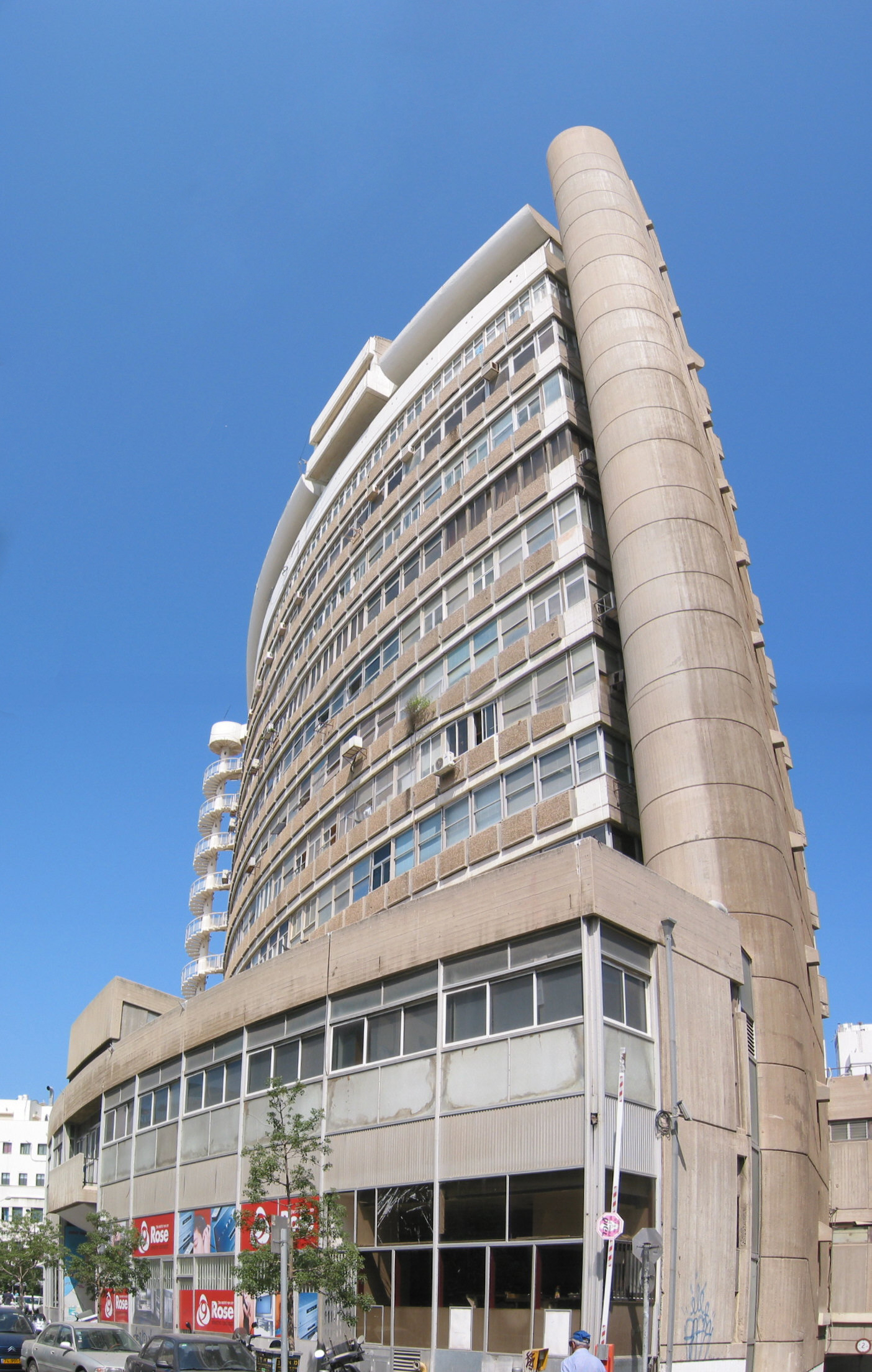
«Дом Эль-Аль[ивр.]», 1963
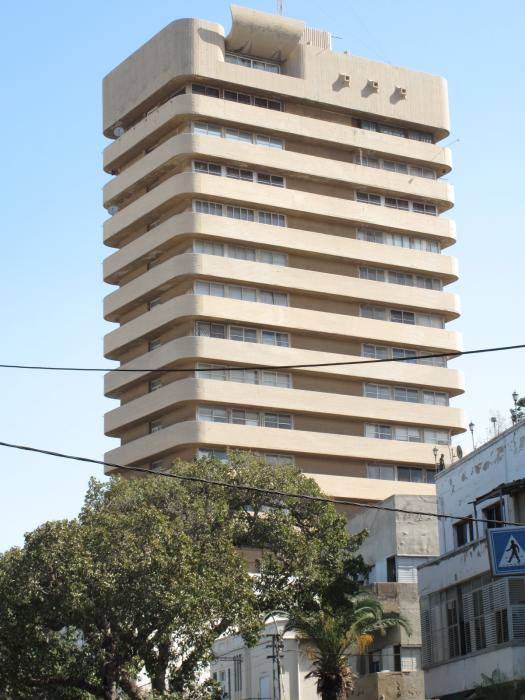
«Мецудат-Зеэв[англ.]», 1965
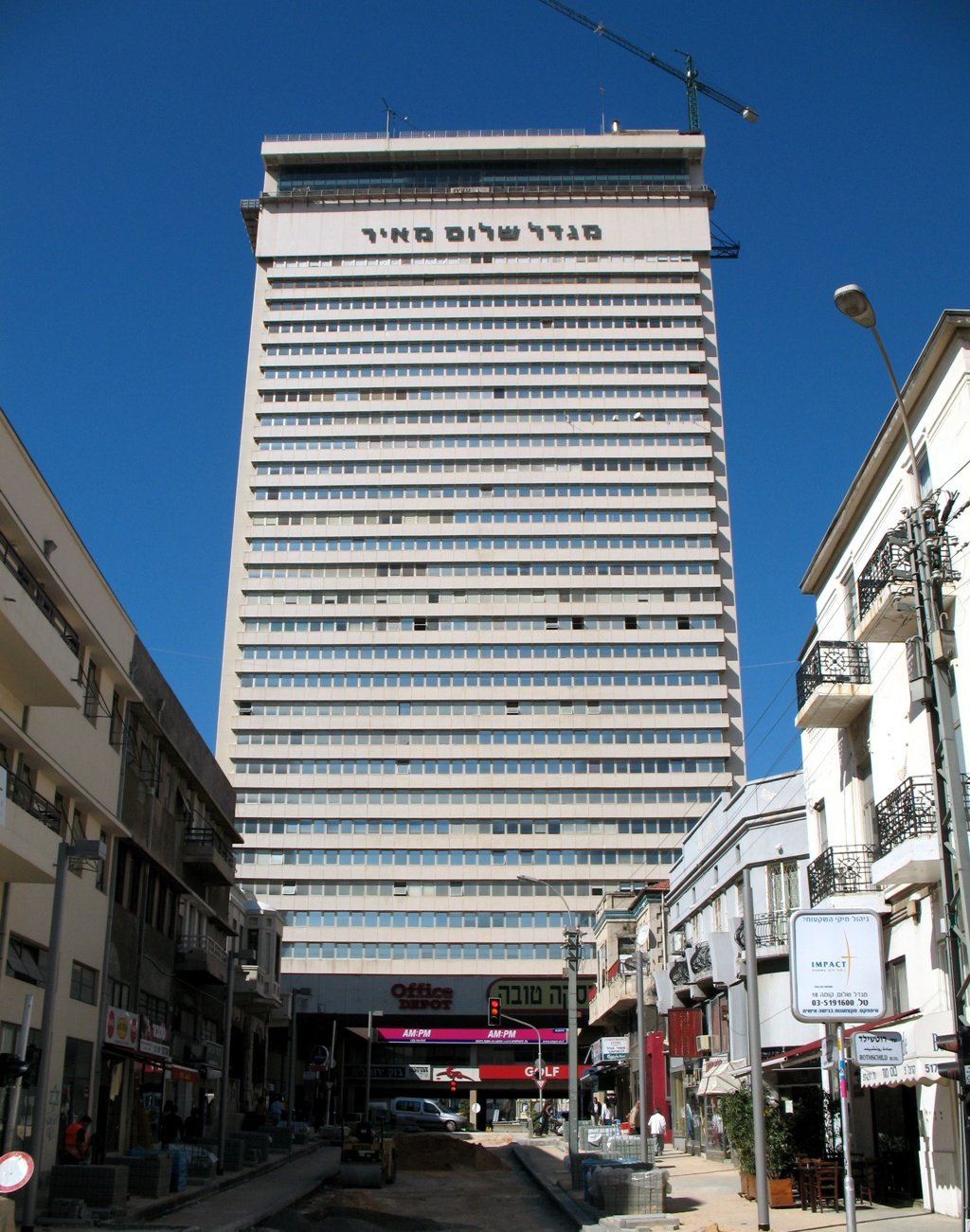
«Шалом Меир», 1965
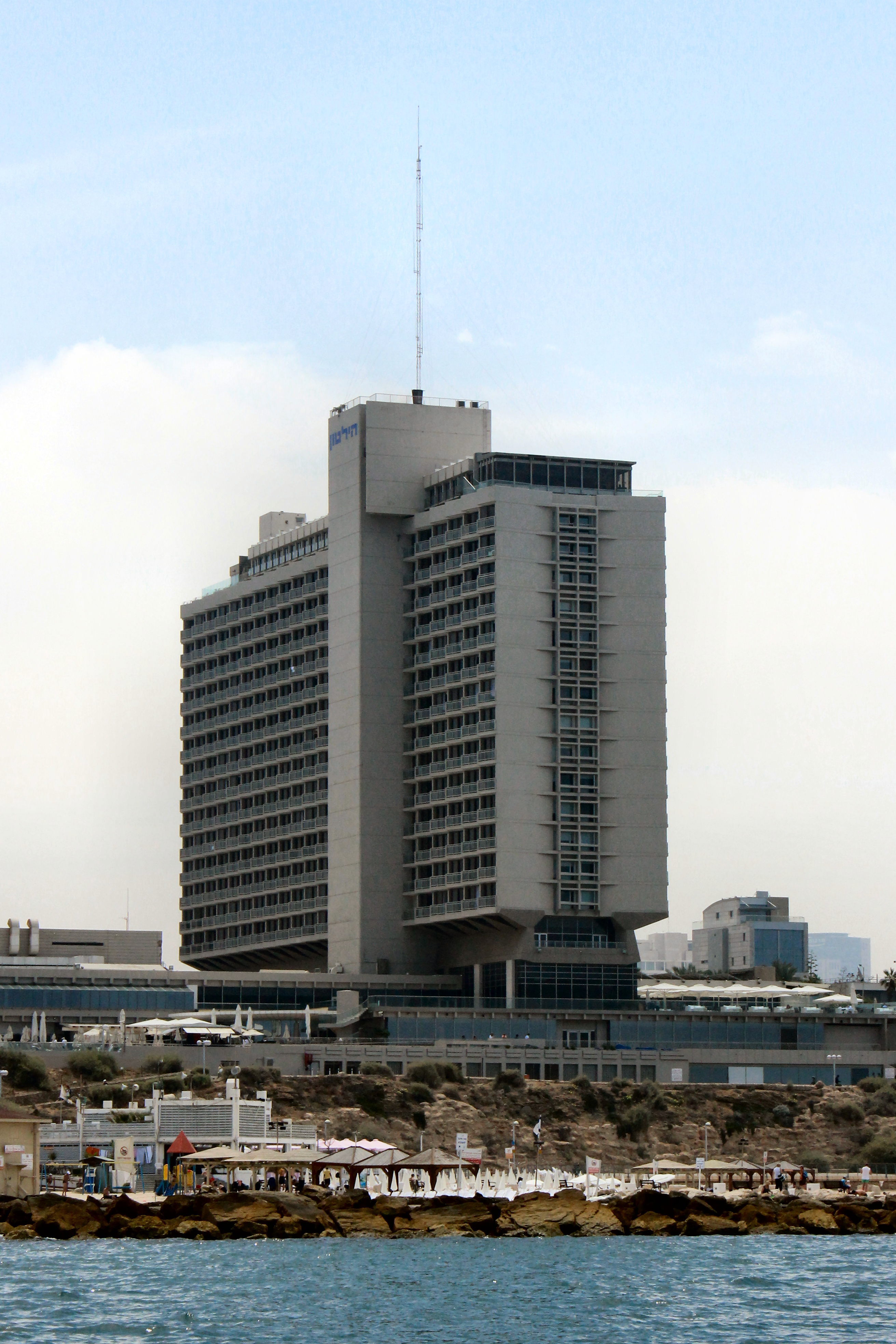
Гостиница «Хилтон», 1965
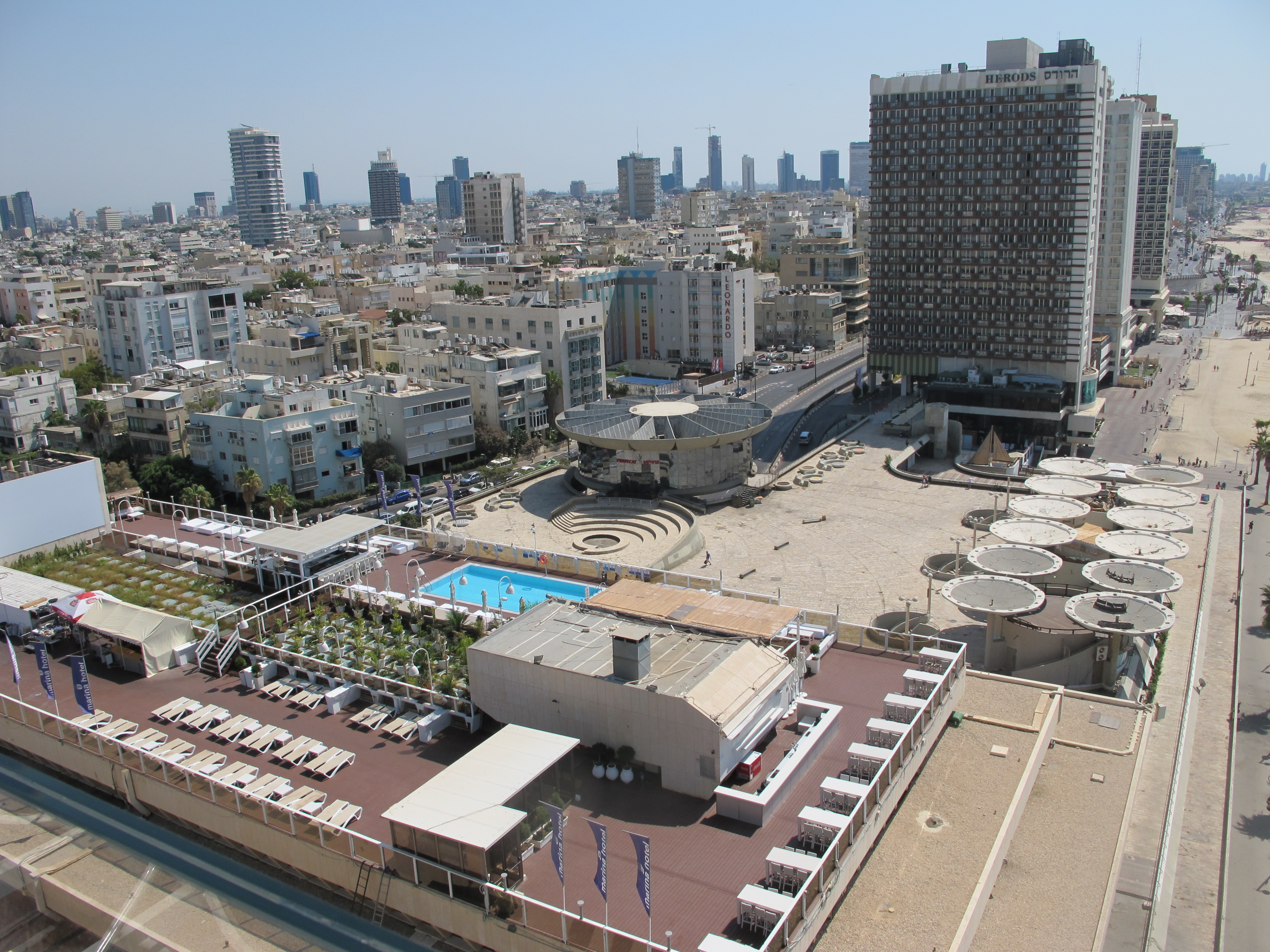
Площадь Атарим[ивр.], 1976

После получения Израилем независимости здания в интернациональном стиле стали постепенно приходили в упадок. Из-за использования некачественных материалов они быстро ветшали, в стенах появлялись трещины, облицовка обваливалась, металлические элементы ржавели. Кроме того, дома перестраивали, застекляли, закрывали стенами, а фасады покрывались внешними проводами, шлангами кондиционеров, закрывшими балконы жалюзи
.
В 1980-е сперва у энтузиастов, а потом и у общественности появился интерес к архитектуре интернационального стиля. В 1984 году историк и архитектор Михаэль Левин организовал выставку, посвящённую «стилю Баухауза». После нескольких связанных с этим мероприятий город заинтересовался и поддержал заявку о включении Белого города в список объектов Всемирного наследия ЮНЕСКО. В 2003 году ЮНЕСКО присвоил этот статус объекту, названному «Белый город в Тель-Авиве — архитектура „Современного движения“» площадью 140,4 га.

## Конец XX и начало XXI века
С конца 1970-х в городе стал распространяться постмодернизм.
В 1970-е и 1980-е постепенно по всему городу стали строить небоскрёбы. Первые из них были офисными зданиями, но в 1980-е распространились и жилые башни. После долгих безуспешных попыток властей развивать центральный деловой район города к северу от старой Яффы в 1980-е, он стал развиваться вдоль реки Аялон, где было проложено новое скоростное шоссе. В 1990-е там появились нео-модернистские башни Азриэли геометрических форм (круглая, треугольная и квадратная), которые стали символом Тель Авива и монументальным ориентиром для прибывающих в город на машине или поезде. Застеклённая ротонда в основании башен перекликается с планировкой площади Дизенгоф. В 2006 году были построены «башни Акиров», которые стали первыми жилыми домами высотой в более чем 30 этажей. Несмотря на высотное строительство, на начало XXI века большинство зданий в городе имеют лишь 3-4 этажа. Одним из ярких зданий, построенных в XXI веке, является Дом мира Шимона Переса, расположенный на юге Яффы. Фасад прямоугольного в плане здания оформлен попеременными слоями зеленоватого бетона и стекла, что должно символизировать терпение, требующееся для достижения мира. В 2010 году проект реновации тель-авивского порта получил первый приз (англ. Rosa Barba European Landscape Award) на 6-м биеннале ландшафтной архитектуры в Барселоне.

Архитектура конца ХХ и начала XXI века
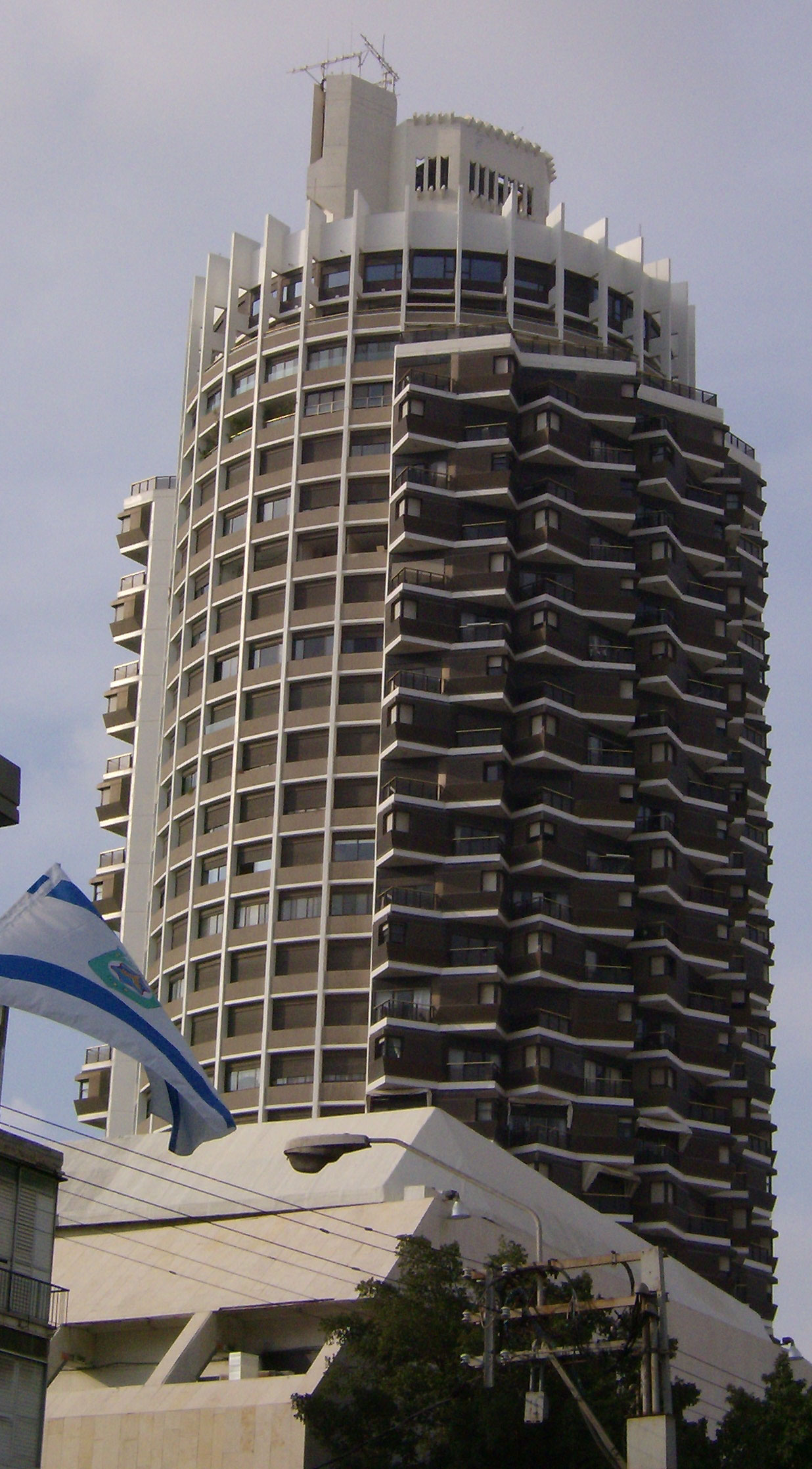
Дизенгоф-центр, 1977
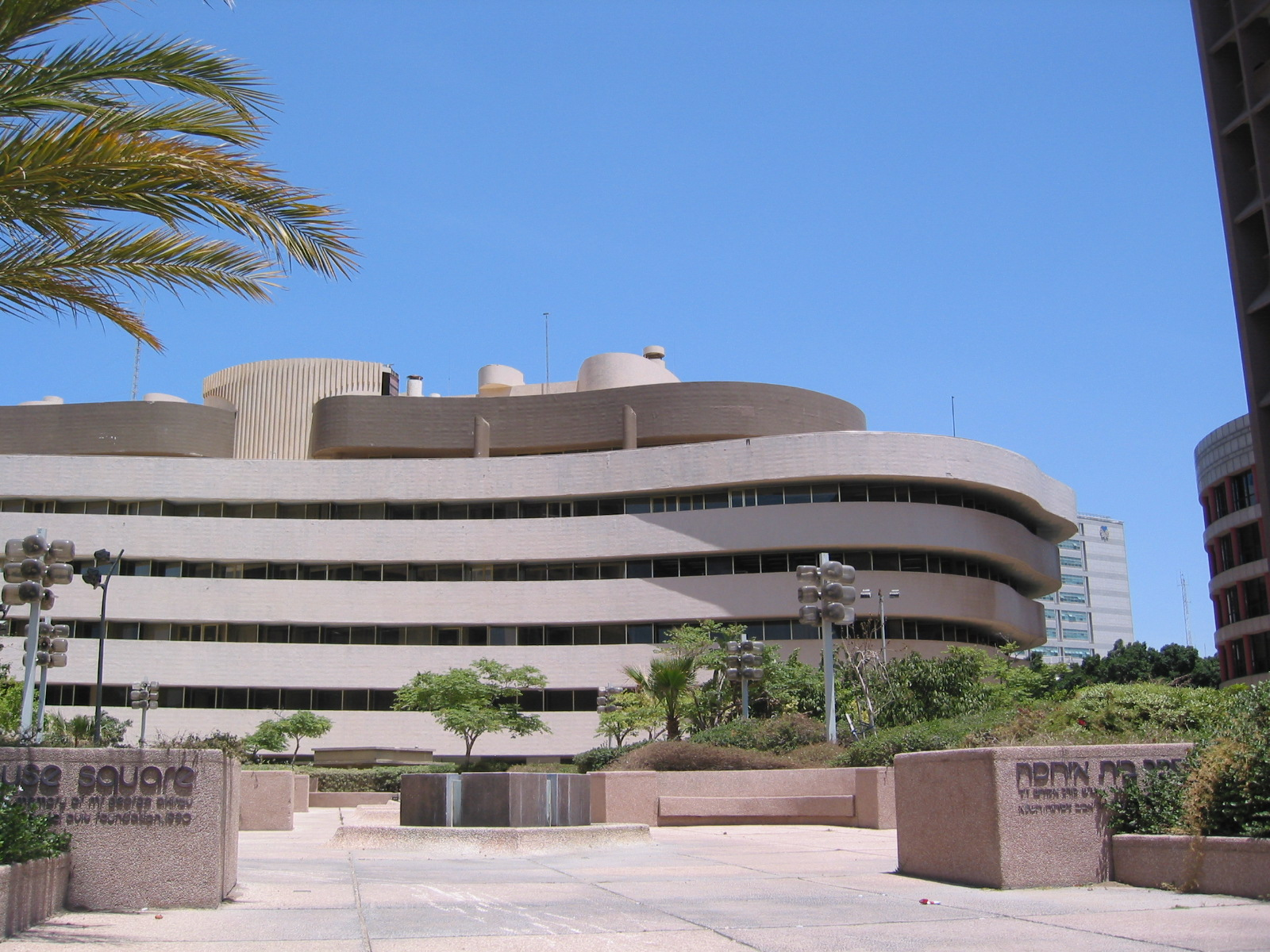
Бейт-Азия[ивр.], 1979
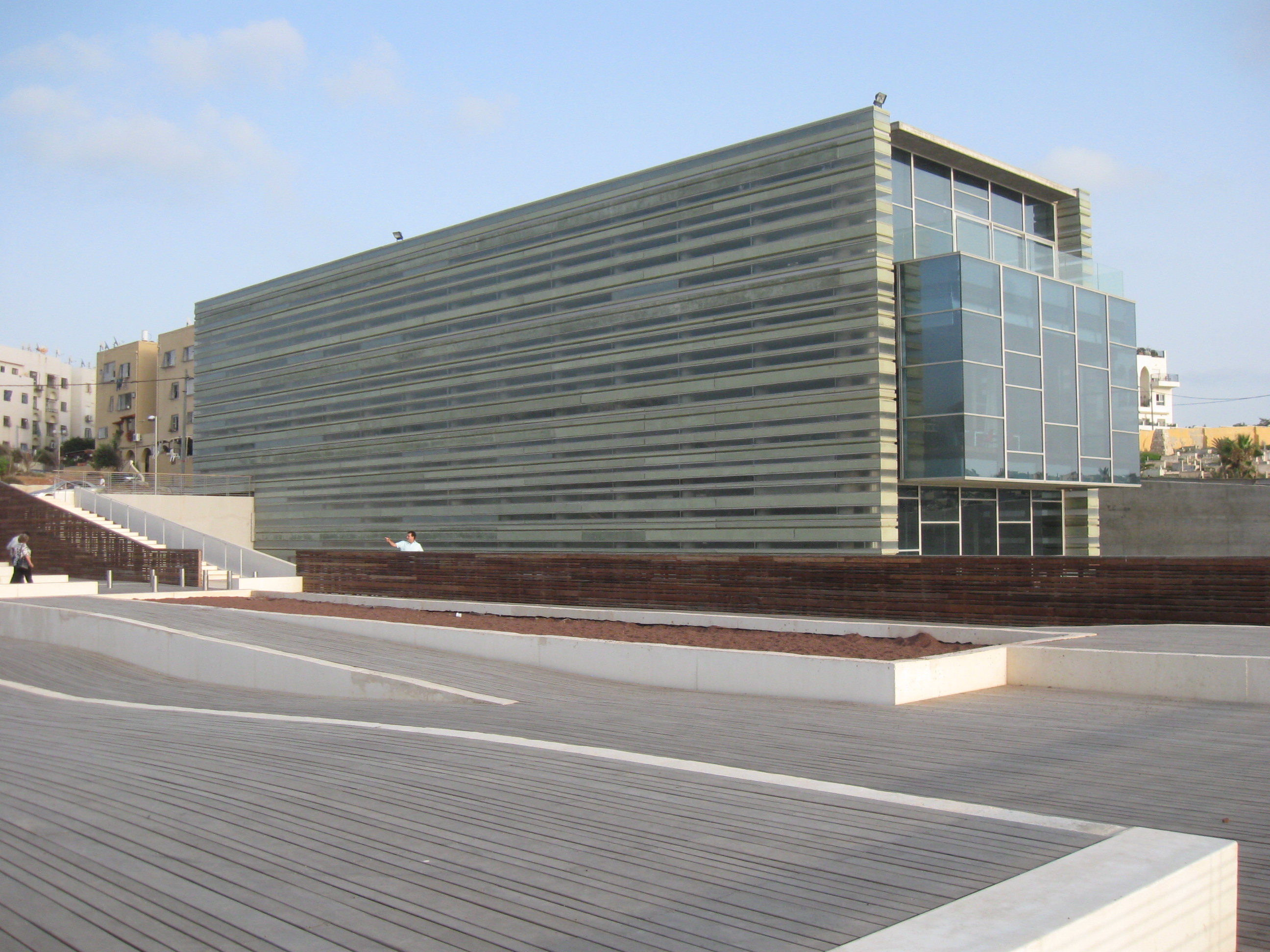
Центр Переса[ивр.], 1996
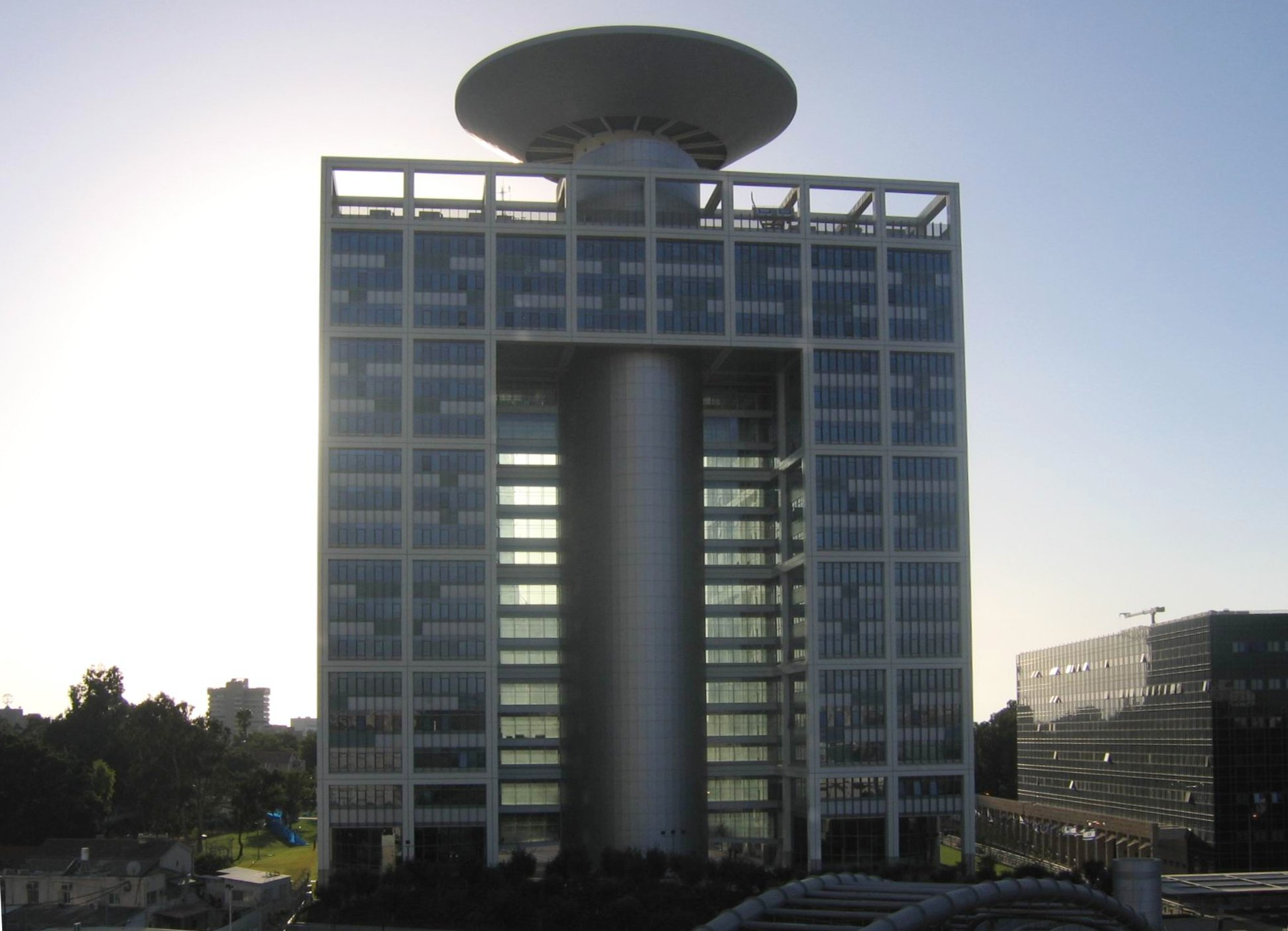
Башня Маткаль (здание Генштаба АОИ), 2005

### На иврите
- תל אביב ואתריה (иврит) / גדעון ביגר ואלי שילר. — ירושלים: אריאל, 1987.
- ‏מדריך ישראל החדש: אנציקלופדיה, מסלולי טיול‏‎ (иврит) / יואב רגב. — 2001. — Т. 9: מישור החוף הדרומי, פלשת. — С. 195—224. — ISBN 965-07-0874.
- יעקב שביט וגדעון ביגר[ивр.]. ההיסטוריה של תל־ אביב (иврит). — תל־ אביב: הוצאת רמות, אוניברסיטת תל־ אביב, 2001. — Vol. משכונות לעיר (1909-1936).
- חיים פיירברג, יעקב שביט וגדעון ביגר. ההיסטוריה של תל־ אביב (иврит). — תל־ אביב: הוצאת רמות, אוניברסיטת תל־ אביב, 2007. — Vol. מעיר-מדינה לעיר במדינה (1936-1952). — ISBN 978-965-274-436-4.
- יעקב שביט וגדעון ביגר. ההיסטוריה של תל־ אביב (иврит). — תל־ אביב: הוצאת רמות, אוניברסיטת תל־ אביב, 2013. — Vol. עיר מתחדשת (1952-1973). — ISBN 978-965-472-274-436-4.
- יעקב שביט וגדעון ביגר. ההיסטוריה של תל־ אביב (иврит). — תל־ אביב: הוצאת רמות, אוניברסיטת תל־ אביב, 2002. — Vol. עיר מטרופולין (1974-1993). — ISBN 965-274-360-7.

### На английском
- LeVine Mark[англ.]. Overthrowing geography: Jaffa, Tel Aviv, and the struggle for Palestine, 1880-1948 (англ.). — University of California Press, 2005. — ISBN 0-520-23994-6.
- Barbara Mann. A place in history: modernism, Tel Aviv, and the creation of Jewish urban space (иврит). — Stanford, California: Stanford University Press, 2006. — ISBN 0-8047-5018-1.
- Tel-Aviv, the First Century: Visions, Designs, Actualities (англ.) / Azaryahu M, Troen SI, editors. — Bloomington: Indiana University Press, 2012. — ISBN 978-0-253-35694-9.
- Rotbard S[англ.]. White city, black city: Architecture and war in Tel Aviv and Jaffa (англ.). — London: Pluto Press, 2015.